# Wanda Konarzewska

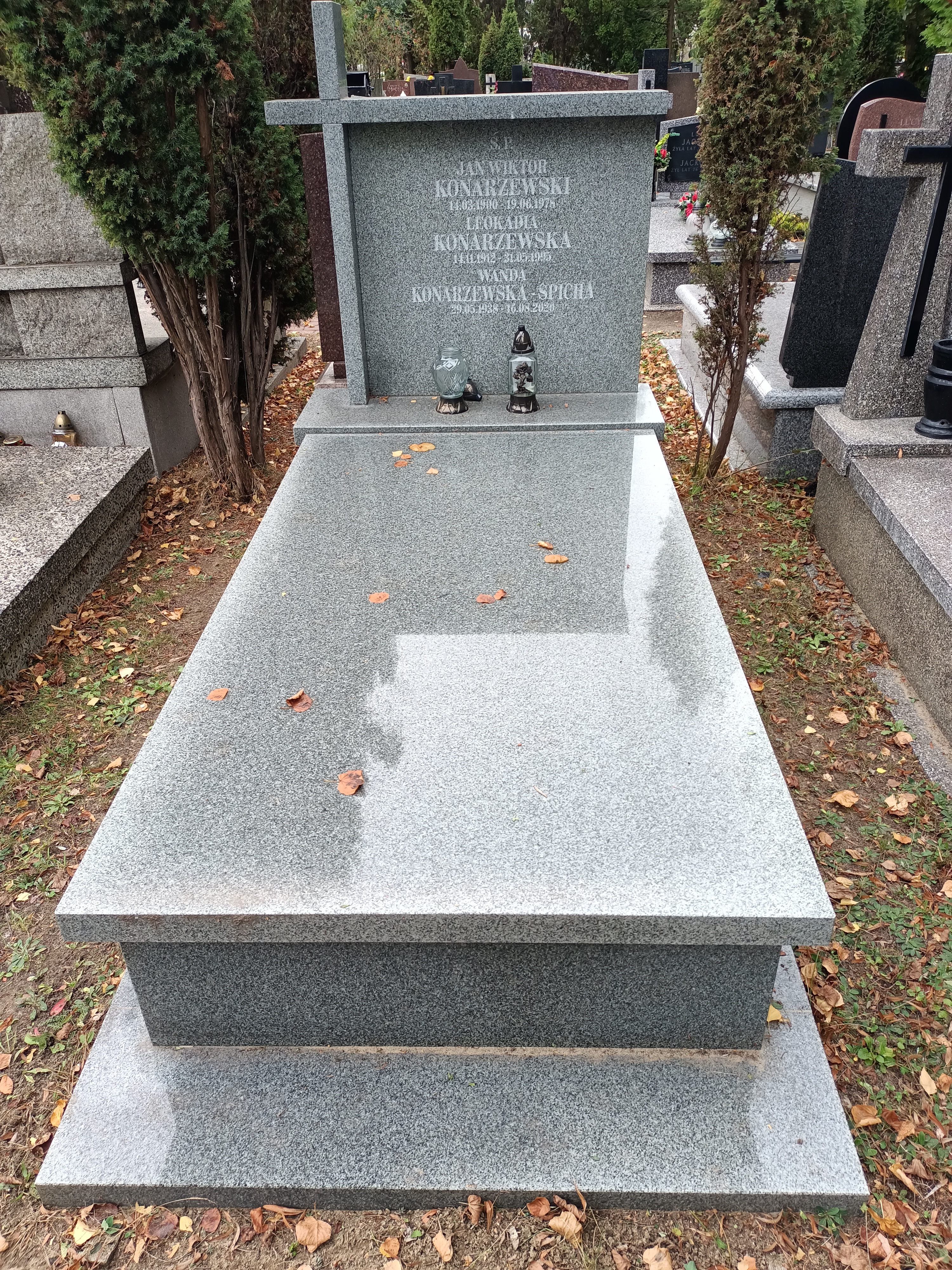
Grób Wandy Konarzewskiej-Spichy na Cmentarzu Komunalnym Północnym w Warszawie

Wanda Konarzewska (Wanda Konarzewska-Spicha) (ur. 29 maja 1938, zm. 16 sierpnia 2020) – polska dziennikarka, autorka filmów dokumentalnych i programów telewizyjnych w latach 60. 70. i 80. XX wieku.
Była autorką programów takich jak: Klub Alfa emitowane w Studio 2 (gdzie gościła tam m.in. Ericha von Dänikena), Fakty, opinie, hipotezy, Nie do wiary, Studio Tajemnic, Kosmos (w latach 1979–1981) i Klinika Natury. Wspólnie z Andrzejem Kurkiem poprowadziła pierwsze wydanie Sondy.

## Emigracja
W 1981 została zwolniona z TVP, po czym zdecydowała się wyjechać z Polski. Razem z synem, przez Austrię, w 1983 trafiła do Australii, gdzie mieszkała do 1985.

## Działalność
Była laureatką wielu nagród krajowych i zagranicznych w dziedzinie twórczości telewizyjnej. Była założycielką i prezesem stowarzyszenia Dziennikarski Klub Promocji Zdrowia, które zajmuje się popularyzacją zdrowego stylu życia w Polsce. Była członkiem zarządu (sekretarzem) warszawskiego oddziału Stowarzyszenia Dziennikarzy Polskich. W 1993 założyła Stowarzyszenie Dziennikarski Klub Promocji Zdrowia, zajmujące się promocją zdrowego stylu życia, przez organizację ogólnopolskich kampanii społecznych: „Tydzień dla serca”, „Dni walki z rakiem”, „AIDS – alarm dla rodziny”.
Była także autorką książki o Elżbiecie Huggler, polskiej mikrobiolog, pracującej w Genewie i działaczce akcji Lekarze bez Granic Inna wśród innych.